# Rieszytielnyj (1901)
Rieszytielnyj (ros. Решительный), następnie Akatsuki i Yamabiko – rosyjski niszczyciel z początku XX wieku, należący do typu Sokoł. Okręt został zbudowany w Port Artur z części wykonanych w Rosji i zwodowany w 1901 roku. Do służby w Marynarce Wojennej Imperium Rosyjskiego został wcielony w 1902 roku, w składzie Eskadry Oceanu Spokojnego. Brał udział w wojnie rosyjsko-japońskiej, w której 12 sierpnia 1904 roku został zdobyty przez Japończyków podczas internowania w chińskim porcie Czyfu. Niszczyciel został wcielony w skład Cesarskiej Marynarki Wojennej pod nazwą „Akatsuki”, w 1906 roku zmienioną na „Yamabiko”. Okręt został wycofany ze służby w 1918 roku.
Wyporność niszczyciela wynosiła około 250 ton, napędzały go maszyny parowe. Uzbrojenie stanowiło jedno działo kalibru 75 mm, dwa działa kalibru 47 mm i dwie wyrzutnie torpedowe.

## Projekt i budowa
„Rieszytielnyj” był jednym z 27 niszczycieli typu Sokoł, spośród których 26 wykonanych zostało przez rosyjski przemysł okrętowy na wzór zbudowanego w Wielkiej Brytanii w 1895 roku „Sokoła”. Prototypowy „Sokoł” był jednym z pierwszych i najnowocześniejszych niszczycieli na świecie, lecz na skutek szybkiego rozwoju tej klasy okrętów na przełomie wieków oraz opóźnienia z budową serii, okręty seryjne w chwili wejścia do służby były już przestarzałe, mniejsze i słabiej uzbrojone od nowych niszczycieli. Formalnie początkowo klasyfikowane były w Rosji jako torpedowce, przed wyodrębnieniem w 1907 roku klasy niszczycieli (dosłownie: torpedowców eskadrowych, ros. eskadriennyj minonosiec), aczkolwiek faktycznie od początku nazywane były niszczycielami.
Budowę okrętu zamówiono 8 października 1898 roku w prywatnej stoczni Zakładów Newskich w Petersburgu jako jednego z siedmiu, a ostatecznie dziewięciu budowanych tam niszczycieli tego typu przeznaczonych do wysłania w stanie rozmontowanym na Daleki Wschód. Budowę ukończono w 1899 roku, po czym okręt w częściach w 1900 roku przewieziono statkiem do Port Artur, gdzie organizowano stocznię. Dopiero 14?/27 kwietnia 1901 roku położono oficjalnie stępkę pod budowę niszczyciela, jako pierwszego z budowanych w Port Artur. Został tam zwodowany 13?/26 lipca 1901 roku. Początkowo nosił nazwę „Bakłan” (Баклан, pol. kormoran), jednakże w październiku 1901 roku zmieniono ją na „Kondor” (Кондор, pol. kondor), zamieniając z mniej zaawansowanym niszczycielem Zakładów Iżorskich, aby stworzyć pozory, że pierwszy ukończono okręt pochodzący z państwowej stoczni (Zakładów Iżorskich). W październiku 1901 roku też rozpoczęto jego próby morskie, trwające do lata kolejnego roku. 9/22 marca 1902 roku ostatecznie niszczyciel przemianowano na „Rieszytielnyj” (Решительный, pol. zdecydowany), po zmianie schematu nazewnictwa niszczycieli i rezygnacji z nazw ptaków. W lipcu 1902 roku przeprowadzono próby prędkości, a w czerwcu 1903 roku niszczyciel został formalnie odebrany przez skarb cesarski.

## Opis
Okręt był niewielkim, czterokominowym niszczycielem z taranowym dziobem. Długość całkowita wykonanego ze stali niklowej kadłuba wynosiła 57,91 metra, szerokość 5,64 metra i zanurzenie 2,29 metra. Wyporność normalna wynosiła 240 ton, a pełna 258 ton. Okręt napędzany był przez dwie maszyny parowe potrójnego rozprężania o mocy 3800 KM, poruszające dwie śruby, do których parę dostarczało osiem kotłów Yarrow . Na próbach „Rieszytielnyj” osiągnął maksymalną prędkość średnią 25,75 węzła, nie osiągając prędkości kontraktowej 26,5 węzła. Pełny zapas węgla wynosił 60 ton. Zapewniał on zasięg wynoszący od 450 do 660 Mm przy prędkości 13 węzłów .
Główne uzbrojenie artyleryjskie stanowiło pojedyncze działo kalibru 75 mm Canet o długości 50 kalibrów (L/50), umieszczone na platformie nad sterówką, strzelające pociskami o masie 4,9 kg, z zapasem 160 pocisków przeciwpancernych. Uzbrojenie uzupełniały trzy pojedyncze działa kalibru 47 mm Hotchkiss M1885 L/40 (dwa umieszczone na burtach za pomostem bojowym i jedno na samej rufie). Strzelały pociskami o masie 1,5 kg, a zapas amunicji wynosił 800 sztuk. Okręt wyposażony był w dwie pojedyncze obrotowe wyrzutnie torped kalibru 381 mm, umieszczone w osi podłużnej na pokładzie na rufie, z zapasem sześciu torped. W lipcu 1904 roku „Rieszytielnego” dostosowano do stawiania min, montując na rufie dwa prowizoryczne tory z pochylniami na maksymalnie 18 min.
Załoga okrętu liczyła początkowo 52 osoby, w tym czterech oficerów, później stan wzrastał do 55 osób.

## Służba

### Rosja
„Rieszytielnyj” został wcielony do służby w Rosyjskiej Cesarskiej Marynarce Wojennej w trakcie prób morskich ukończonych w lipcu 1902 roku. Początkowo wchodził w skład Flotylli Syberyjskiej, bazującej w Port Artur, która w chwili wybuchu wojny rosyjsko-japońskiej weszła w skład Eskadry Oceanu Spokojnego (od kwietnia 1904 roku: I Eskadry Oceanu Spokojnego). Był przydzielony do 2. oddziału (flotylli) niszczycieli Eskadry, grupującego okręty typu Sokoł. Po otwierającym wojnę nocnym ataku torpedowym niszczycieli japońskich, po północy 27 stycznia?/9 lutego 1904 niszczyciele rosyjskie, w tym „Rieszytielnyj”, poszukiwały bezskutecznie okrętów japońskich, po czym w dzień wzięły udział w bitwie morskiej pod Port Artur, ale nie zostały ostatecznie użyte do ataku torpedowego, mimo takiego zamiaru. W dniach 3?/16 lutego 1904 – 7?/20 lutego 1904 „Rieszytielnyj” i „Stierieguszczij” wraz z kanonierkami „Gajdamak” i „Gilak” zabezpieczały postawienie trzech zagród minowych przez stawiacz min „Amur”. Podczas pierwszego miesiąca wojny, do 27 lutego 1904 roku, „Rieszytielnyj” dziewięć razy wychodził bojowo w morze.
W nocy z 25 na 26 lutego?/10 marca 1904 roku „Rieszytielnyj” pod dowództwem kmdra por. Fiodora Bosse (dowodzącego zespołem) i „Stierieguszczij” udały się z misją rozpoznawczą w rejon Wysp Elliota w poszukiwaniu japońskich sił desantowych. Okazało się w toku patrolu, że „Stierieguszczij” mógł rozwinąć jedynie prędkość 16 węzłów. Wracając, około 6:00 rosyjskie okręty napotkały na południe od Port Artur japońskie silniejsze niszczyciele z 3 dywizjonu („Shinonome”, „Usugumo”, „Sazanami”, wsparte przez „Akebono” z 2 dywizjonu). Wywiązała się walka, w wyniku której „Stierieguszczij” został zatopiony, a „Rieszytielnyj”, mimo uszkodzenia pociskiem przewodu pary i ranienia dowódcy, zdołał oderwać się od przeciwnika i powrócić do bazy, pod osłoną artylerii nadbrzeżnej. Admirał Stiepan Makarow ze względu na przewagę przeciwnika uwolnił dowódcę „Rieszytielnego” od zarzutu opuszczenia drugiego okrętu, po czym on i załoga otrzymali odznaczenia. Dowódcą niszczyciela został następnie kpt mar. P. Trawlinski. 13?/26 marca „Rieszytielnyj” wraz z 10 innymi niszczycielami ochraniał główne siły I Eskadry (pięć pancerników, cztery krążowniki i dwa krążowniki torpedowe), które wyszły na wody na południe od głównej bazy w celu przeprowadzenia ćwiczeń i kontroli żeglugi. Po powrocie z rejsu, w nocy okręt patrolował przed bazą i uczestniczył w odparciu drugiej próby zablokowania Port Artur, zatapiając torpedami wraz z bliźniaczym niszczycielem „Silnyj” dwa z czterech wypełnionych balastem branderówy, które Japończycy chcieli zatopić u wejścia do portu. Okręt wystrzelił dwie torpedy, z których jedna trafiła i zatopiła „Yoneyama Maru” (o pojemności 2693 BRT). W nocy z 30 marca?/12 kwietnia na 31 marca?/13 kwietnia dozorujące redę Port Artur krążownik „Diana”, niszczyciele „Rieszytielnyj” i „Sierdityj” oraz kanonierki „Gilak” i „Bobr” nie zdołały zapobiec postawieniu przez Japończyków zagrody minowej nieopodal wejścia do głównej bazy, na której w dzień zatonął z większością załogi pancernik „Pietropawłowsk” z dowódcą I Eskadry admirałem Makarowem na pokładzie.
W kolejnych dniach „Rieszytielnyj” kilkakrotnie wychodził w morze, a od 21 maja brał udział także w ostrzałach wybrzeża. W nocy 13?/26 maja „Rieszytielnyj” znalazł się w zespole 10 niszczycieli wysłanych przez kontradmirała Witgefta do Zatoki Kinchou w celu ataku na operujące tam japońskie kanonierki po bitwie pod Kinchou, jednak nie doszło do spotkania, a podczas wypadu utracony został niszczyciel „Wnimatielnyj”, który wszedł na skały. W nocy z 27 na 28 maja?/10 czerwca niszczyciel (wraz z bliźniaczymi okrętami „Skoryj”, „Strojnyj” i „Smiełyj”) wziął udział w nierozstrzygniętej bitwie z japońskimi niszczycielami z 2 dywizjonu pod Port Artur. Kolejnej nocy na 29 maja/11 czerwca, podczas wyjścia z zespołem ośmiu niszczycieli, po godz. 1:30 „Rieszytielnyj” zderzył się ze „Smiełym”, uderzając go w burtę w części rufowej i wyginając dziób. Oba niszczyciele powróciły do bazy, a remont „Rieszytielnego” w doku trwał 6 dni. 18?/31 lipca „Rieszytielnyj”, „Raziaszczij” i „Storożewoj” zostały wysłane do Zatoki Dziesięciu Okrętów w celu ostrzelania japońskich żołnierzy atakujących Góry Wilcze, jednak zostały przepędzone przez okręty 5 dywizjonu niszczycieli i 10 dywizjonu torpedowców.
W trakcie służby okręt dostosowano do stawiania min, usuwając w tym celu z pokładu zapasowe torpedy. Pierwszą misję w tym charakterze odbył w nocy 22 lipca?/4 sierpnia, stawiając zagrodę minową z 10 min w odległości 10 mil morskich na południe od Port Artur. Powtórzył następnie taką operację w Zatoce Gołębiej dwie noce później. 28 lipca?/10 sierpnia główne siły rosyjskie, bez niszczycieli typu Sokoł, wyszły z portu w celu podjęcia próby przedarcia się do Władywostoku, zakończonej bitwą na Morzu Żółtym. „Rieszytielnyj”, dowodzony przez kpt. mar. Michaiła Roszczakowskiego, został wieczorem tego dnia wysłany z Port Artur z misją dotarcia do neutralnego chińskiego portu Czyfu w celu powiadomienia namiestnika Rosyjskiego Dalekiego Wschodu, adm. Jewgienija Aleksiejewa o podjętej przez flotę próbie pokonania japońskiej blokady Port Artur, dla skoordynowania działań z władywostockim zespołem krążowników. „Rieszytielnyj” wymanewrował ścigające go japońskie niszczyciele „Asashio” oraz „Kasumi” i 29 lipca?/11 sierpnia o godzinie 4:00 udało mu się dotrzeć do Czyfu, skąd rosyjski konsul wysłał depeszę do adm. Aleksiejewa (mimo wszystko już spóźnioną, z uwagi na opóźnione wysłanie niszczyciela). „Rieszytielnyj” miał następnie poddać się internowaniu i po południu okręt rozbrojono, zdając Chińczykom zamki dział i broń ręczną. 30 lipca/12 sierpnia po godz. 3:00 w nocy na stojący na redzie Czyfu okręt wdarł się jednak zespół abordażowy z przybyłych japońskich niszczycieli „Asashio” i „Kasumi”, pod dowództwem por. Usabi Terashimy, który naruszając neutralność Chin zażądał poddania okrętu albo jego wyjścia w morze w celu walki. Doszło do krótkiego starcia wręcz, zakończonego opanowaniem okrętu przez Japończyków, po czym załoga ratowała się skacząc za burtę. Japończycy prowadzili ogień z karabinów do rozbitków w wodzie. Podczas incydentu zginął jeden marynarz rosyjski, a pięciu raniono, w tym dowódcę, postrzelonego w biodro. Oficer torpedowy Kaniewski usiłował wysadzić magazyn amunicji, przy czym według źródeł rosyjskich w wybuchu zginął jeden Japończyk i rannych zostało 12, w tym por. Terashima. Mimo to, okręt utrzymał się na wodzie i Japończycy odholowali go do Dalnego. Załogę okrętu wraz z dowódcą uratowały stojące na redzie statki.

### Japonia
Niszczyciel został wyremontowany i wcielony w skład Cesarskiej Marynarki Wojennej pod nazwą „Akatsuki” (暁), przejętą po niszczycielu zatopionym pod Port Artur na minie . Wziął udział w bitwie pod Cuszimą w składzie 1. flotylli niszczycieli 1. Eskadry. Dowódcą był wówczas kapitan marynarki Harada. W trakcie bitwy w nocy na 15/28 maja 1905 roku zderzył się z uszkodzonym poprzedniego dnia japońskim torpedowcem nr 69, który na skutek tego zatonął. „Akatsuki” doznał wygięcia dziobu, a także odniósł uszkodzenia od rosyjskiej artylerii, nabierając wody do dziobowych i rufowych przedziałów. Sam nie zdołał przeprowadzić ataku torpedowego na rosyjskie okręty.
Po remoncie w 1906 roku nazwę jednostki zmieniono na „Yamabiko” (山彦) . Podczas remontu wymieniono kotły na typu Miyabara oraz zainstalowano japońskie uzbrojenie w postaci trzech dział kalibru 47 mm i dwóch wyrzutni torped kalibru 450 mm. Okręt został wycofany ze służby w 1918 roku.

### Dowódcy
| Imię i nazwisko                 | od             | do             | uwagi                                        |
| kpt. mar. Aleksandr Kornilow    | 12 maja 1903   | 1 lutego 1904  | [ 53 ]                                       |
| kpt. mar. Władimir Siemionow    | 1 lutego 1904  | 5 lutego 1904  | p.o. dowódcy                                 |
| kpt. mar. Gieorgij Piekarski    | 5 lutego 1904  | 15 lutego 1904 | p.o. dowódcy                                 |
| kmdr por. Fiodor Bosse          | 15 lutego 1904 | 29 lutego 1904 | formalnie od 12 stycznia 1904; ranny w akcji |
| kpt. mar. Płaton Trawlinski     | 1 marca 1904   | 5 maja 1904    | [ 57 ]                                       |
| kpt. mar. Michaił Roszczakowski | 5 maja 1904    | 30 lipca 1904  | [ 58 ]                                       |

Oryginalne nazwy stopni: lejtienant (kapitan marynarki), kapitan 2-go ranga (komandor porucznik)